# Bläck eller Blod
Bläck eller Blod är en svensk musikal av Alexander Öberg och Erik Norberg. Föreställningen hade urpremiär i Hallunda på Riksteatern den 15 oktober 2017. Anders Ekborg framförde rollen som Rutger Macklean och Lina Englund spelade rollen som hans hushållerska Kajsa.